# Zandbijen
Zandbijen (Andrena), ook wel aardbijen  genoemd, vormen een geslacht van solitaire bijen uit de familie Andrenidae. Wereldwijd behoren meer dan 1300  soorten tot dit geslacht. Op grond van zijn grote soortenaantal (het is een van de grootste bijengeslachten) wordt het geslacht Andrena onderverdeeld in ongeveer 100 ondergeslachten, maar er zijn ook soorten die niet bij een ondergeslacht zijn ingedeeld. 

## Kenmerken
De soorten zijn vaak bruin tot zwart van kleur met witachtige haarbanden over de buik. Andere kleuren zijn ook mogelijk, waarbij roodachtige kleuren het meest voorkomen, maar ook metaalachtig blauw of groen.
De vrouwtjes kunnen makkelijk worden onderscheiden van de meeste andere kleine bijen omdat ze brede fluwelen vlakken hebben tussen de samengestelde ogen en de bases van de antennes. Ze hebben ook vaak erg lange haren op de trochanters (verdikkingen) van de achterpoot. De meeste soorten hebben ook een goed ontwikkelde corbicula of stuifmeelkorf aan de achterpoot. Deze wordt gevormd door een buitengrens van haren en bevat al dan niet daarbinnen ook haren.
De lichaamslengte varieert meestal tussen de 8 en 17 millimeter, waarbij mannetjes wat kleiner en slanker zijn dan vrouwtjes, die vaak een zwarte driehoek (het zogeheten "pygidiale vlak") hebben aan de rand van de buik.

## Verspreiding en leefgebied
Deze soorten komen met name voor in de noordelijke werelddelen, maar kunnen buiten Oceanië en Zuid-Amerika overal ter wereld worden gevonden. In Nederland en België komen meer dan 70 soorten zandbijen voor. De meeste soorten leven in droge en warme biotopen. Als nestelplaats gebruiken ze vaak open zandige bodems (vandaar de naam) in de buurt van of onder struiken, waar ze beter zijn beschermd tegen hitte en vorst.

## Nestbouw
Meestal bouwt en verzorgt het vrouwtje het nest alleen. Veel soorten bouwen daarbij zogeheten nestaggregaties, waarbij veel nesten van dezelfde soort nabij elkaar worden gebouwd, maar de individuele nesten worden slechts zelden door meerdere vrouwtjes gezamenlijk gebruikt. In gematigde gebieden komen zandbijen na de winter bij temperaturen tussen de 20 °C tot 30 °C uit hun ondergrondse cellen, waar hun poppen overwinterden. Ze paren dan en de vrouwtjes zoeken vervolgens een plek waar ze hun nest kunnen bouwen. In hun nest maken ze kleine cellen, waar een bal stuifmeel gemengd met nectar in wordt gelegd. Op die bal wordt een ei gelegd, waarna de cel wordt afgedicht.

## Soortenlijst Europa
- Andrena abbreviata Dours, 1873
- Andrena aberrans Eversmann, 1852
- Andrena abjecta Perez, 1895
- Andrena abrupta Warncke, 1967
- Andrena aciculata Morawitz, 1886
- Andrena aegyptiaca Friese, 1899
- Andrena aegypticola Friese, 1922
- Andrena aeneiventris Morawitz, 1872
- Andrena aerinifrons Dours, 1873
- Andrena afrensis Warncke, 1967
- Andrena agilissima (Scopoli, 1770)
- Andrena agnata Warncke, 1967
- Andrena albopunctata (Rossi, 1792)
- Andrena alfkenella Perkins, 1914
- Andrena alfkenelloides Warncke, 1965
- Andrena allosa Warncke, 1975
- Andrena alluaudi Benoist, 1961
- Andrena anatolica Alfken, 1935
- Andrena angustior (Kirby, 1802)
- Andrena anthrisci Bluethgen, 1925
- Andrena antigana Perez, 1895
- Andrena apicata Smith, 1847
- Andrena apiformis Kriechbaumer, 1873
- Andrena argentata Smith, 1844
- Andrena asperrima Perez, 1895
- Andrena asperula Osichnyuk, 1977
- Andrena assimilis Radoszkowski, 1876
- Andrena astica Warncke, 1967
- Andrena astrella Warncke, 1975
- Andrena athenensis Warncke, 1965
- Andrena atrata Friese, 1887
- Andrena atrotegularis Hedicke, 1923
- Andrena avara Warncke, 1967
- Andrena barbareae Panzer, 1805
- Andrena barbilabris (Kirby, 1802)
- Andrena bayona Warncke, 1975
- Andrena bellidis Perez, 1895
- Andrena bicolor Fabricius, 1775
- Andrena bicolorata (Rossi, 1790)
- Andrena biguttata Friese, 1922
- Andrena bimaculata (Kirby, 1802)
- Andrena binominata Smith, 1853
- Andrena bisulcata Morawitz, 1877
- Andrena blanda Perez, 1895
- Andrena boyerella Dours, 1872
- Andrena braunsiana Friese, 1887
- Andrena breviscopa Perez, 1895
- Andrena brumanensis Friese, 1899
- Andrena bucephala Stephens, 1846
- Andrena bulgariensis Warncke, 1965
- Andrena caneae Strand, 1915
- Andrena caneiba Strand, 1915
- Andrena canohirta (Friese, 1923)
- Andrena caprimulga Warncke, 1975
- Andrena carantonica Perez, 1902
- Andrena caspica Morawitz, 1886
- Andrena cervina Warncke, 1975
- Andrena chaetogastra Pittioni, 1950
- Andrena chalcogastra Brullé, 1839
- Andrena chelma Warncke, 1975
- Andrena chersona Warncke, 1972
- Andrena chrysopus Perez, 1903
- Andrena chrysopyga Schenck, 1853
- Andrena chrysosceles (Kirby, 1802)
- Andrena cineraria (Linnaeus, 1758)
- Andrena cinerea Brullé, 1832
- Andrena cinereophila Warncke, 1965
- Andrena clarkella (Kirby, 1802)
- Andrena clusia Warncke, 1966
- Andrena clypella Strand, 1921
- Andrena coitana (Kirby, 1802)
- Andrena colletiformis Morawitz, 1873
- Andrena colonialis Morawitz, 1886
- Andrena combaella Warncke, 1966
- Andrena combinata (Christ, 1791)
- Andrena compta Lepeletier, 1841
- Andrena comta Eversmann, 1852
- Andrena concinna Smith, 1853
- Andrena congruens Schmiedeknecht, 1883
- Andrena corax Warncke, 1967
- Andrena cordialis Morawitz, 1877
- Andrena crassana Warncke, 1965
- Andrena creberrima Perez, 1895
- Andrena cubiceps Friese, 1914
- Andrena curtula Perez, 1903
- Andrena curvana Warncke, 1965
- Andrena curvungula Thomson, 1870
- Andrena cussariensis Morawitz, 1886
- Andrena cyanomicans Perez, 1895
- Andrena cypria Pittioni, 1950
- Andrena cypricola Mavromoustakis, 1952
- Andrena damara Warncke, 1968
- Andrena dargia Warncke, 1965
- Andrena decipiens Schenck, 1861
- Andrena delphiensis Warncke, 1965
- Andrena denticulata (Kirby, 1802)
- Andrena dentiventris Morawitz, 1874
- Andrena derbentina Morawitz, 1886
- Andrena dinizi Warncke, 1975
- Andrena discors Erichson, 1841
- Andrena distinguenda Schenck, 1871
- Andrena djelfensis Perez, 1903
- Andrena dorsalis Brullé, 1832
- Andrena dorsata (Kirby, 1802)
- Andrena doursana Dufour, 1853
- Andrena dubiosa Kohl, 1905
- Andrena elegans Giraud, 1863
- Andrena enslinella Stoeckhert, 1924
- Andrena erberi Morawitz, 1871
- Andrena exigua Erichson, 1835
- Andrena exquisita Warncke, 1975
- Andrena fabrella Perez, 1903
- Andrena falsifica Perkins, 1915
- Andrena farinosa Perez, 1895
- Andrena ferox Smith, 1847
- Andrena ferrugineicrus Dours, 1872
- Andrena fertoni Perez, 1895
- Andrena figurata Morawitz, 1866
- Andrena fimbriata Brullé, 1832
- Andrena flavipes Panzer, 1799
- Andrena flavobila Warncke, 1965
- Andrena florea Fabricius, 1793
- Andrena florentina Magretti, 1883
- Andrena floricola Eversmann, 1852
- Andrena florivaga Eversmann, 1852
- Andrena forsterella Warncke, 1967
- Andrena fria Warncke, 1975
- Andrena fucata Smith, 1847
- Andrena fulica Warncke, 1974
- Andrena fulva (Müller, 1766)
- Andrena fulvago (Christ, 1791)
- Andrena fulvata Stoeckhert, 1930
- Andrena fulvida Schenck, 1835
- Andrena fulvitarsis Brullé, 1832
- Andrena fumida Perez, 1895
- Andrena funerea Warncke, 1967
- Andrena fuscipes (Kirby, 1802)
- Andrena fuscosa Erichson, 1835
- Andrena gallica Schmiedeknecht, 1883
- Andrena gamskrucki Warncke, 1965
- Andrena garrula Warncke, 1965
- Andrena gelriae van der Vecht, 1927
- Andrena glidia Warncke, 1965
- Andrena gordia Warncke, 1975
- Andrena graecella Warncke, 1965
- Andrena grandilabris Perez, 1903
- Andrena granulosa Perez, 1902
- Andrena gravida Imhoff, 1832
- Andrena griseobalteata Dours, 1873
- Andrena grossella Gruenwalt, 1976
- Andrena grozdanici Osychnyuk, 1975
- Andrena haemorrhoa (Fabricius, 1781)
- Andrena hattorfiana (Fabricius, 1775)
- Andrena hedikae Jaeger, 1934
- Andrena helenica Warncke, 1965
- Andrena helvola (Linnaeus, 1758)
- Andrena hesperia Smith, 1853
- Andrena hillana Warncke, 1967
- Andrena hispania Warncke, 1967
- Andrena humabilis Warncke, 1965
- Andrena humilis Imhoff, 1832
- Andrena hungarica Friese, 1887
- Andrena hyacinthina Mavromoustakis, 1958
- Andrena hyemala Warncke, 1973
- Andrena hypopolia Schmiedeknecht, 1883
- Andrena hystrix Schmiedeknecht, 1883
- Andrena icterina Warncke, 1974
- Andrena illyrica Warncke, 1975
- Andrena impunctata Perez, 1895
- Andrena incisa Eversmann, 1852
- Andrena intermedia Thomson, 1870
- Andrena isis Schmiedeknecht, 1900
- Andrena ispida Warncke, 1965
- Andrena kamarti Schmiedeknecht, 1900
- Andrena korleviciana Friese, 1887
- Andrena kornosica Mavromoustakis, 1954
- Andrena kriechbaumeri Schmiedeknecht, 1883
- Andrena labialis (Kirby, 1802)
- Andrena labiata Fabricius, 1781
- Andrena labiatula Osychnyuk, 1993
- Andrena lagopus Latreille, 1809
- Andrena lamiana Warncke, 1965
- Andrena langadensis Warncke, 1965
- Andrena lapponica Zetterstedt, 1838
- Andrena lateralis Morawitz, 1876
- Andrena lathyri Alfken, 1899
- Andrena lepida Schenk, 1861
- Andrena leptopyga Perez, 1895
- Andrena leucolippa Perez, 1886
- Andrena leucophaea Lepeletier, 1841
- Andrena leucopsis Warncke, 1967
- Andrena limassolica Mavromoustakis, 1948
- Andrena limata Smith, 1853
- andrena limbata Eversmann, 1852
- Andrena lindbergella Pittioni, 1950
- Andrena lineolata Warncke, 1967
- Andrena livens Perez, 1895
- Andrena locajoni Destefani, 1889
- Andrena longibarbis Perez, 1895
- Andrena lonicera Warncke, 1973
- Andrena macroptera Warncke, 1974
- Andrena maderensis Cockerell, 1922
- Andrena magna Warncke, 1965
- Andrena magunta Warncke, 1965
- Andrena majalis Morawitz, 1876
- Andrena marginata Fabricius, 1777
- Andrena mariana Warncke, 1968
- Andrena medeninensis Perez, 1895
- Andrena mediovittata Perez, 1895
- Andrena merula Warncke, 1969
- Andrena metallescens Cockerell, 1906
- Andrena microthorax Perez, 1895
- Andrena miegiella Dours, 1873
- Andrena minapalumboi Gribodo, 1894
- Andrena minutula (Kirby, 1802)
- Andrena minutuloides Perkins, 1914
- Andrena mitis Schmiedeknecht, 1883
- Andrena mocsaryi Schmiedeknecht, 1883
- Andrena molesta Perez, 1903
- Andrena monacha Warncke, 1965
- Andrena monilia Warncke, 1967
- Andrena montana Warncke, 1973
- Andrena montarca Warncke, 1975
- Andrena morio Brullé, 1832
- Andrena mucida Kriechbaumer, 1873
- Andrena mucronata Morawitz, 1871
- Andrena murana Warncke, 1967
- Andrena muscaria Warncke, 1965
- Andrena nana (Kirby, 1802)
- Andrena nanaeiformis Noskiewicz, 1925
- Andrena nanula Nylander, 1848
- Andrena nasuta Giraud, 1863
- Andrena nebularia Warncke, 1975
- Andrena neocypriaca Mavromoustakis, 1956
- Andrena nigriceps (Kirby, 1802)
- Andrena nigroaenaea (Kirby, 1802)
- Andrena nigroolivacea Dours, 1873
- Andrena nigrospina Thomson, 1872
- Andrena nigroviridula Dours, 1873
- Andrena nilotica Warncke, 1967
- Andrena nitida (Müller, 1776)
- Andrena nitidiuscula Schenk, 1853
- Andrena nitidula Perez, 1903
- Andrena niveata Friese, 1887
- Andrena nobilis Morawitz, 1874
- Andrena nucleola Warncke, 1973
- Andrena numida Lepeletier, 1841
- Andrena nuptialis Perez, 1902
- Andrena nycthemera Imhoff, 1868
- Andrena oblita Warncke, 1967
- Andrena oedicnema Warncke, 1975
- Andrena oralis Morawitz, 1876
- Andrena orana Warncke, 1975
- Andrena orbitalis Morawitz, 1872
- Andrena orientana Warncke, 1965
- Andrena ornata Morawitz, 1866
- Andrena ovatula (Kirby, 1802)
- Andrena oviventris Perez, 1895
- Andrena paganettina Warncke, 1965
- Andrena pallidicincta Brullé, 1832
- Andrena pallitarsis Perez, 1903
- Andrena palumba Warncke, 1974
- Andrena pandellei Perez, 1903
- Andrena pandosa Morawitz, 1876
- Andrena panurgimorpha Mavromoustakis, 1957
- Andrena panurgina Destefani, 1889
- Andrena pareklisiae Mavromoustakis, 1957
- Andrena parviceps Kriechbaumer, 1873
- Andrena passerina Warncke, 1974
- Andrena paucisquama Noskiewicz, 1924
- Andrena pellucens Perez, 1895
- Andrena pelopa Warncke, 1975
- Andrena pilipes Fabricius, 1781
- Andrena polemediana Mavromoustakis, 1956
- Andrena polita Smith, 1847
- Andrena pontica Warncke, 1972
- Andrena potentillae Panzer, 1809
- Andrena praecox (Scopoli, 1763)
- Andrena probata Warncke, 1973
- Andrena producta Warncke, 1973
- Andrena proxima (Kirby, 1802)
- Andrena pruinosa Erichson, 1835
- Andrena puella Alfken, 1938
- Andrena punctatissima Morawitz, 1866
- Andrena pusilla Perez, 1903
- Andrena pyropygia Kriechbaumer, 1873
- Andrena pyrozonata Friese, 1895
- Andrena quadrimaculata Friese, 1921
- Andrena ranunculi Schmiedeknecht, 1883
- Andrena ranunculorum Morawitz, 1878
- Andrena relata Warncke, 1967
- Andrena reperta Warncke, 1974
- Andrena resoluta Warncke, 1973
- Andrena rhenana Stoeckhert, 1930
- Andrena rhypara Perez, 1903
- Andrena rhyssonota Perez, 1895
- Andrena robusta Warncke, 1975
- Andrena rogenhoferi Morawitz, 1872
- Andrena rosae Panzer, 1801
- Andrena roscipes Alfken, 1933
- Andrena rotundata Perez, 1895
- Andrena rotundilabris Morawitz, 1877
- Andrena ruficrus Nylander, 1848
- Andrena rufizona Imhoff, 1834
- Andrena rufomaculata Friese, 1921
- Andrena rufula Schmiedeknecht, 1883
- Andrena rugothorace Warncke, 1965
- Andrena rugulosa Stoeckhert, 1935
- Andrena russula Lepeletier, 1841
- Andrena saettana Warncke, 1975
- Andrena sagittaria Warncke, 1968
- Andrena sandanskia Warncke, 1973
- Andrena sardoa Lepeletier, 1841
- Andrena savignyi Spinola, 1838
- Andrena saxonica Stoeckhert, 1935
- Andrena schencki Morawitz, 1866
- Andrena schletterei Friese, 1896
- Andrena schmiedeknechti Magretti, 1883
- Andrena schwarzi Warncke, 1975
- Andrena scita Eversmann, 1852
- Andrena semiaenea Morawitz, 1876
- Andrena semilaevis Perez, 1903
- Andrena seminuda Friese, 1896
- Andrena semirubra Morawitz, 1876
- Andrena senecionis Perez, 1895
- Andrena senex Eversmann, 1852
- Andrena sericata Imhoff, 1868
- Andrena serraticornis Warncke, 1965
- Andrena sibthorpi Mavromoustakis, 1952
- Andrena siciliana Warncke, 1980
- Andrena sillata Warncke, 1975
- Andrena similis Smith, 1849
- Andrena simillima Smith, 1851
- Andrena simontornyella Noskiewicz, 1939
- Andrena solenopalpa Benoist, 1945
- Andrena soror Dours, 1872
- Andrena sphecodimorpha Hedicke, 1942
- Andrena spolata Warncke, 1967
- Andrena spreta Perez, 1895
- Andrena stabiana Morice, 1899
- Andrena stepposa Osichnyuk, 1977
- Andrena stoeckhertella Pittioni, 1948
- Andrena strohmella Stoeckhert, 1928
- Andrena subopaca Nylander, 1848
- Andrena suerinensis Friese, 1884
- Andrena susterai Alfken, 1914
- Andrena symphyti Schmiedeknecht, 1883
- Andrena synadelpha Perkins, 1914
- Andrena taprobana Warncke, 1975
- Andrena taraxaci Giraud, 1861
- Andrena tarsata Nylander, 1848
- Andrena taxana Warncke, 1975
- Andrena tecta Radoszkowski, 1876
- Andrena tenuiformis Pittioni, 1950
- Andrena tenuistriata Perez, 1895
- Andrena thomsoni Ducke, 1898
- Andrena thoracica (Fabricius, 1775)
- Andrena tiaretta Warncke, 1974
- Andrena tibialis (Kirby, 1802)
- Andrena tomora Warncke, 1965
- Andrena torda Warncke, 1965
- Andrena transitoria Morawitz, 1871
- Andrena tridentata (Kirby, 1802)
- Andrena trikalensis Warncke, 1965
- Andrena trimmerana (Kirby, 1802)
- Andrena tringa Warncke, 1973
- Andrena truncatilabris Morawitz, 1877
- Andrena tscheki Morawitz, 1872
- Andrena tuberculifera Perez, 1895
- Andrena tunetana Schmiedeknecht, 1900
- Andrena ungeri Mavromoustakis, 1952
- Andrena unicincta Friese, 1899
- Andrena urdula Warncke, 1965
- Andrena vacella Warncke, 1975
- Andrena vachali Perez, 1895
- Andrena vaga Panzer, 1799
- Andrena variabilis Smith, 1853
- Andrena varians Kirby, 1802
- Andrena varicornis Perez, 1895
- Andrena vaulogeri Perez, 1895
- Andrena ventralis Imhoff, 1832
- Andrena ventricosa Dours, 1873
- Andrena verticalis Perez, 1895
- Andrena vetula Lepeletier, 1841
- Andrena vilipes Perez, 1895
- Andrena viridescens Viereck, 1916
- Andrena vulcana Dours, 1873
- Andrena vulpecula Kriechbaumer, 1873
- Andrena waschulzi Strand, 1921
- Andrena westensis Warncke, 1965
- Andrena wilhelmi Schuberth, 1995
- Andrena wilkella (Kirby, 1802)
- Andrena wolfi Gusenleitner & Scheuchl 2000
- Andrena wollastoni Cockerell, 1922